# Parafia św. Wawrzyńca w Posucicach
Parafia pw. św. Wawrzyńca w Posucicach – parafia rzymskokatolicka znajdująca się w Posucicach. Należy do dekanatu Branice diecezji opolskiej. Parafię obsługuje proboszcz parafii św. Tekli w Wódce.

## Historia
Parafia należała pierwotnie do dekanatu głubczyckiego diecezji ołomunieckiej i po raz pierwszy wzmiankowano ją w 1336. W okresie reformacji kościół był w rękach ewangelików. W 1670 miejscowość została przyłączona do parafii karniowskiej. W 1730 parafia znalazła się w utworzonym dekanacie opawickim. W wyniku I wojny śląskiej w 1742 znalazła się na terenie tzw. dystryktu kietrzańskiego. W XIX wieku podlegała dekanatowi kietrzańskiemu a następnie branickiemu. W 1863 liczyła 1536 katolików i 10 niekatolików, niemieckojęzycznych, ponadto 4 żydów. W 1972 powstała diecezja opolska, co zakończyło okres formalnej przynależności do archidiecezji ołomunieckiej.
Parafia posiada filię przy kościele Wniebowstąpienia Pana Jezusa w Jędrychowicach.